# Nikitin-Gletscher
Der Nikitin-Gletscher (russisch Ледник Афана́сия Ники́тина Lednik Afanassija Nikitina) ist ein Gletscher an der English-Küste des westantarktischen Ellsworthlands. Er fließt östlich des Lidke-Eisstroms in nördlicher Richtung zum Stange-Sund.
Die Akademie der Wissenschaften der UdSSR benannte ihn 1987 nach dem russischen Reisenden Afanassi Nikitin († 1472), der zwischen 1466 und 1472 Afrika und Indien bereist hatte.